# Kocksgatan (roman)
Kocksgatan är en roman från 1991 av Ernst Brunner. Titeln anspelar på Kocksgatan i Stockholm, där boken utspelar sig en varm sommar under 1970-talet. Boken är utgiven av Albert Bonniers förlag. Boken blev Brunners genombrott.